# 3434 Hurless
3434 Hurless è un asteroide della fascia principale. Scoperto nel 1981, presenta un'orbita caratterizzata da un semiasse maggiore pari a 2,6397050 UA e da un'eccentricità di 0,2291503, inclinata di 3,44772° rispetto all'eclittica.